# ورلد`س اند (باركشير)
ورلد`س اند (بالإنجليزية: World's End, Berkshire)‏ هي قرية تقع في المملكة المتحدة في جنوب شرق إنجلترا.